# Nicolás Ramírez Cardoen
Nicolás Ramírez Cardoen es un ingeniero comercial y empresario chileno, ex gerente general de la minorista local Empresas La Polar.
Se formó en su profesión en la Facultad de Economía y Negocios de la Universidad de Chile, en la capital. En esta casa de estudios tuvo entre sus profesores al empresario y dirigente gremial Felipe Lamarca, quien dictaba entonces la cátedra de Introducción a la Economía.
A mediados de los años '90, y tras laborar en GMS Productos Gráficos, pasó a Lápiz López, cadena de artículos para oficina.
En el año 2001 asumió como gerente comercial de La Polar, quedando a cargo de la operación y venta de las sucursales, así como de dirigir las áreas de marketing, de desarrollo inmobiliario y expansión de nuevas tiendas. Durante este periodo trabajo para el, en ese tiempo, gerente general Pablo Alcalde, quien fue el principal gestor del proyecto.
A fines de 2009, cuando Alcalde pasó a la presidencia, Ramírez fue nombrado gerente general de la empresa, cargo que dejó a comienzos de 2011 argumentando razones de salud, debido al estrés.
A mediados de ese año, su nombre apareció entre los imputados por el Ministerio Público como responsables de la política que llevó a La Polar a repactar deudas de forma unilateral a cientos de miles de clientes, hecho que dio lugar a un escándalo de alcance nacional. En el marco de dicha investigación, y por decisión de la jueza María Verónica Orozco, cumplió arresto domiciliario nocturno y arraigo en la Región Metropolitana por ocho meses, periodo que se estipuló debió
```
durar la investigación.
[
notas 1
]
[
10
]
```